# اكتساب السيادة
هناك عدد من أساليب اكتساب السيادة معترف بها حاليًا أو تم الاعتراف بها في السابق من قِبل القانون الدولي كأساليب قانونية يحق بموجبها للدولة اكتساب السيادة فوق إقليم.

## التوسع
يشير مصطلح التوسع إلى التوسع المادي للأراضي الحالية من خلال العمليات الجغرافية مثل الفيضان (ترسب الطمي) أو الأنشطة البركانية.

## التنازل
يمكن للدولة أن تكتسب السيادة فوق إقليم إذا تم التنازل (تحويل ملكية) عن تلك السيادة لها من قِبل دولة أخرى. وعادة ما يتم تفعيل التنازل من خلال معاهدة. وتشمل الأمثلة على التنازل التنازل عن هونغ كونغ وكولون وعمليات شراء مثل شراء لويزيانا وشراء ألاسكا وعمليات التنازل التي تتضمن أطرافًا عدة مثل المعاهدة الخاصة التسوية النهائية فيما يتعلق بألمانيا.
ومنذ ظهور مبدأ حق تقرير المصير كمبدأ من مبادئ القانون الدولي المعترف بها، يتعين على الدولة استفتاء سكان الإقليم (إن وجدوا) قبل التنازل عن سيادتها على هذا الإقليم.

## الغزو
الغزو، وهو الاستيلاء على إقليم بالقوة، يعتبر تاريخيًا أسلوبًا قانونيًا لاكتساب السيادة، ولكنه كان غير قانوني في القانون الدولي على الأقل منذ دخول ميثاق الأمم المتحدة حيز التنفيذ.

## الاحتلال الفعلي
الاحتلال الفعلي هو السيطرة على الإقليم الحر المكتشف حديثًا من قِبل إحدى القوى التي لا تتمتع بحق السيادة على الأرض، سواء بشكل متحدٍ أو في غياب السيادة الأصلية.
على حد قول International Awards في قضية إريتريا:
ينص القانون الدولي الحديث بشأن الاستحواذ (أو الإسناد) على إقليم بشكل عام على أن يكون هناك: استعراض متعمد للقوة والسلطة فوق الإقليم من خلال ممارسة الولاية القضائية ومهام الدولة على أساس سلمي مستمر.
أيضًا في قضية المكسيك وفرنسا بشأن جزيرة كليبرتون:
مما لا شك فيه أنه من خلال الاستخدام الممعن في القدم بقوة القانون، إلى جانب الاستيلاء العدائي، فإن الأخذ الفعلي، وليس الاسمي، للحيازة هو شرط ضروري للاحتلال. ويتألف أخذ الحيازة هذا في الفعل، أو سلسلة الأفعال، التي من خلالها تقوم الدولة المحتلة بتحقيق الاستحواذ على الإقليم قيد النزاع واتخاذ خطوات لممارسة السلطة الحصرية على الإقليم.
في حالة هولندا والولايات المتحدة بشأن قضية جزر بالماس، قضى المحكم بإنه:
حق الاكتشاف سوف يوجد فقط كحق أولي، باعتباره مطالبة لإقامة السيادة من قِبل الاحتلال الفعلي. ومع ذلك لا يمكن أن يسود الحق الأولي فوق الحق الذي لا لبس فيه بشأن الاستعراض المستمر والسلمي للسيادة.

## حق التقادم
حق التقادم يتعلق بالاحتلال، ويشير إلى اكتساب السيادة عن طريق الممارسة الفعلية للسيادة والمستمرة لفترة معقولة من الزمان والتي تسري دون اعتراض من الدول الأخرى.

## قراءات أخرى
- The Acquisition of Territory in International Law